# روبرت لوتز
روبرت لوتز (بالإنجليزية: Bob Lutz)‏ (و. 1932  م) هو ضابط، وشخصية أعمال من الولايات المتحدة، وسويسرا، ولد في زيورخ.

## التعليم
تعلم في كلية هاس لإدارة الأعمال ‏.

## الخدمة العسكرية
خدم في قوات مشاة بحرية الولايات المتحدة.

## جوائز
حصل على جوائز منها:
- جائزة رجل التعادل للسنة (1975)[5]
- النيشان الذهبي الأعظم لشتايرمارك.

## روابط خارجية
- روبرت لوتز على موقع IMDb (الإنجليزية)
- روبرت لوتز على موقع مونزينجر (الألمانية)